# Ruisseau d'Avène
Le ruisseau d'Avène est une  rivière du sud de la France du département de l'Aveyron et un sous-affluent de la Garonne par le Rance et le Tarn.

## Géographie
De 10,9 km de longueur, il prend sa source au sud du Massif central dans les Monts de Lacaune sur la commune de Mounes-Prohencoux dans le département de l'Aveyron dans le Parc naturel régional des Grands Causses et se jette dans le Rance en aval de Belmont-sur-Rance.

## Départements et communes traversées
- Aveyron : Combret, Saint-Sever-du-Moustier.

## Principaux affluents
Six petits ruisseaux viennent grossir le Liamou :
- Ruisseau les gazes
- Ruisseau de crouzet
- Ruisseau de las fargues
- Ruisseau de peillaguet
- Ruisseau de badassou
- Ruisseau des camps